# Trick-Trick
Trick-Trick, de son vrai nom Christian Mathis, né le 28 juin 1973 à Détroit, dans le Michigan, est un rappeur américain, membre du groupe Goon Sqwad. Après Eminem, Trick-Trick est l'un des rappeurs les plus populaires de la région de Détroit. Le deuxième album de Trick-Trick, The Villain, a été retiré de plusieurs magasins à la demande de l'association Pink Cross, le rappeur étant accusé d'inciter au meurtre des homosexuels dans les paroles de certaines de ses chansons.

## Biographie
Trick-Trick est né à Détroit, dans le Michigan. Il grandit en écoutant du gospel, de la soul et du funk ; il écoutait Phil Collins et George Clinton. Par la suite dans son enfance, il commence à écouter du hip-hop comme Public Enemy, N.W.A et Run DMC. Le surnom de Trick lui est attribué très jeune pour sa capacité à séduire les filles de son quartier, mais il change son nom en Trick-Trick, à cause de la popularité internationale du rappeur britannique Tricky-whom. Il choisit le surnom de Trick-Trick en s'inspirant du nom « Click Click », une célébrité que Christian essayait d'imiter par tous les moyens possibles. Trick se lance sérieusement dans le rap lorsqu'il signe son premier contrat au label de Click-Click, Click Boom Records, en 1992.
En 1995, il enregistre son premier hit radio avec Goon Sqwad intitulé Booty Bounce, produit par Mo Master. Le single atteint immédiatement la première place sur la chaîne de radio FM 98 WJLB de Détroit, et des chaînes alentour. Au label Innersound, le single atteint 400 000 exemplaires vendus, et 30 000 exemplaires indépendamment vendus. En 2000, il se popularise à l'international avec le documentaire Street Life.
Le 27 décembre 2005, il publie son premier album, The People vs., distribué par Motown/Universal Records. Le premier et unique single de Trick-Trick qui fait participer Eminem, Welcome 2 Detroit, atteint la 90e place du Billboard Hot 100. En 2006, Trick-Trick compte plus de 500 000 singles et deux millions de mixtapes vendus sous son label Wonder Boy Entertainment. Le 11 novembre 2008, Trick-Trick publie son second album, The Villain, qui fait participer Eminem au troisième single Who Want It. L'album est publié au label Koch Records.
Le 28 mai 2014, Trick-Trick publie une mixtape sur datpiff.com, intitulée The Godfather 3. Trick-Trick publie le nouveau single Twerk Dat Pop That le 5 juillet 2014, avec Eminem et Royce da 5'9" de Slaughterhouse.

## Discographie

### Albums studio
- 2005: The People vs.
- 2008: The Villain

### Singles
- 1995 : Booty Bounce (featuring The Goon Sqwad)
- 2005 : Welcome 2 Detroit (featuring Eminem)
- 2005 : Let's Go to War
- 2006 : Attitude Ajustement (featuring Jazze Pha)
- 2007 : Let It Fly (featuring Ice Cube & Lil' Jon)
- 2007 : Let's Work
- 2008 : Who Want It (featuring Eminem)
- 2014 : Detroit vs. Everybody (Eminem feat. Royce da 5'9", Big Sean, Danny Brown, Dej Loaf & Trick Trick)